# Rodioncewo (obwód wołogodzki)
Rodioncewo (ros. Родионцево) – wieś w Rosji, w rejonie wołogodzkim obwodu wołogodzkiego. W 2010 r. liczyła 200 mieszkańców.